# Anthidium bifidum
Anthidium bifidum är en biart som beskrevs av Pasteels 1969. Anthidium bifidum ingår i släktet ullbin, och familjen buksamlarbin. Inga underarter finns listade i Catalogue of Life.